# Санте Ґрачотті
Санте Ґрачо́тті ( Graciotti Sante; 1 грудня 1923, Озімо, Італія — 17 жовтня 2021, Рим) — італійський мовознавець-славіст, історик слов'янських літератур. Іноземний член НАН України (1992), АН Польщі та Хорватії. Член Національної академії дей Лінчей (Рим). Почесний доктор низки університетів Польщі. Почесний президент Товариства А. Міцкевича та Італійської асоціації українських студій. Золота медаль АН Чеської Республіки, премія ім. В. Яґича Філологічної асоціації Хорватії і Хорватського славістичного комітету. Почесний доктор Національного університету «Києво-Могилянська академія» (з 2008).

## Біографія
Навчався у Міланському католицькому університеті «Сакро Куоре», Державному міланському архіві (1948—1953). Спеціалізувався з сучасної філології в Римському університеті «Ла Сап'єнца». Професор, завідувач кафедри слов'янської філології Міланського католицького університету (1965—1972; заснував у ньому одну з найкращих славістичних бібліотек Італії) і Римському університеті «Ла Сап'єнца» (1972—1996).
Під керівництвом Ґ. Департамент слов'янських студій в Римському університеті став єдиним в Італії та Європі центром славістики, де репрезентовані всі слов'янські мови. Співпрацював із Фундацією Дж. Чіні (Венеція), в структурі якої був директором Інституту «Венеція і Схід», відповідальним за зв'язки з країнами Центрально-Східної Європи (1963—2002). Один із фундаторів Італійської асоціації славістів (1969—1979 — її президент), віце-президент Міжнародної асоціації з вивчення і поширення слов'янських культур при ЮНЕСКО (1978; президент її Національного італійського комітету) та Міжнародного комітету славістів (від 1979).
Від 1970 — головний редактор журналу «Ricerche Slavistiche» (Рим), член редколегії низки славістичних часописів.
Своєю науковою й організаційною діяльністю Ґрачотті зробив великий внесок у формування славістичних студій в Італії і Західній Європі загалом. Сприяв інтенсивній співпраці та діалогу країн Східної Європи із Західною. Організатор наукових зустрічей і симпозіумів, результатом яких стали численні видання під упорядкуванням Ґрачотті при Фундації Дж. Чіні.
При кафедрі слов'янської філології від 1977 запровадив лекції з української мови, які започаткували процес створення кафедри україністики (2000). Сприяв організації співпраці з НАН України, зокрема проведенню італійсько-українських симпозіумів (Київ, 1994; Венеція, 1999).

## Наукові дослідження
Ґрачотті досліджував польську літературу від Відродження до Просвітництва; хорватську, польську, російську, чеську літератури середньовіччя; у своїх студіях вчений охопив усі слов'янські, угорські та румунські літератури. Спираючись на компаративістські дослідження, висунув концепцію неперервного культурного взаємозв'язку Західної та Східної Європи, культури слов'янства як органічної частини духовного спадку європейської цивілізації, з особливим акцентом на ролі релігійних чинників у процесі культурної взаємодії.
Дослідження Ґрачотті відзначаються масштабним розглядом явищ, пунктуальною контекстуалізацією, міждисциплінарним підходом. Ґрачотті — один із представників європейської школи філології (комплексне вивчення мов, літератур, текстів, історії та історії ідей народів Європи в компаративістському — міжслов'янському та міжєвропейському — ключі). Наукові студії та ініціативи Ґрачотті становлять значний внесок у світову славістику в плані переосмислення ролі України та української культури в розвитку Європи.
Ґрачотті підняв питання про давню українську літературу як реалізацію унікального «пан-європейського синтезу», що став невід'ємною частиною європейської культури, зокрема у працях: українською переклав — «Спадок Ренесансу в українському Бароко» // «Українське Бароко» (Київ, 1993), «Українська культура XVII століття і Європа» // «Україна XVII століття між Заходом та Сходом Європи» (Київ; Венеція, 1996), «L'eredità rinascimentale del Barocco ucraino» // «Mélanges de langue et de litérature» (Wrocław, 1996). Історичні ролі посередництва поліконфесійної багатомовної України в діалозі між Заходом і Сходом Європи, подоланню дихотомії слов'янського світу, розділеного між «латинськими» й «візантійськими» традиціями (зокрема в процесі євроінтеграції), присвячена доповідь Ґрачотті «Україна між двома Славіями та двома Європами» на симпозіумі «Доба Києва та її спадок у зустрічі з Заходом» («L'Ucraina tra le due Slavie e le due Europe» // «L'età di Kiev e la sua eredità nell'incontro con l'Occidente», Roma, 2003).
На соціокультурних та етичних проблемах Голодомору зосереджено доповідь Ґрачотті на симпозіумі «Смерть землі. Великий Голод в Україні 1932—33 рр.» в Інституті студій суспільної та релігійної історії м. Віченца: «Аспект геноциду шляхом голоду: духовний геноцид» («Un aspetto del genocidio per fame: il genocidio spirituale» // «La morte della terra. La grande „carestia“ in Ucraina nel 1932—33. Istituto per le Ricerche di Storia Sociale e Religiosa», Roma, 2004).
Важливою віхою в розвитку україністики в Італії став організований Ґрачотті симпозіум «Релігійна історія України», результатом якого стало перше в Європі панорамне дослідження історії українських церков та сьогоднішньої ситуації в Україні у сфері релігії (доповідь «Від антилатинізму до полеміки проти Унії: константи і метаморфози»: «Dall'antilatinismo alla polemica contro l'Unione. Costanti e metamorfosi» // «Storia religiosa dell'Ucraina», Milano, 2007).

## Праці
- L'elemento nazionale e popolare nelle letterature dell'Est europeo tra Illuminismo e Romanticismo: proposta di sintesi // Popolo, nazione e storia nella cultura italiana e ungherese dal 1789 al 1850. Firenze, 1985;
- L’"homo Adriaticus" di ieri e quello di domani // Homo Adriaticus. Identità culturale e autocoscienza attraverso i secoli. Reggio nell’ Emilia, 1998;
- Tibor Klaniczay. In memoriam // Italia e Ungheria dagli anni Trenta agli anni Ottanta. Budapest, 1998;
- Le due Slavie: problemi di terminologia e problemi di idee // Ricerche Slavistiche. 1998—99. Т. 45—46;
- Tradizione testuale e tradizione letteraria nell'Antilogion Guarini et Poggii di Augustinus Moravus // Italia e Boemia nella cornice del Rinascimento europeo (a cura di S. Graciotti). Firenze, 1999;
- Kasicev «Skracenii zivot sv. Ignacija iz Loiole» i njegov talijanski izvornik // Drugi Hrvatski Slavisticki Kongres. Zbornik radova. 1. Zagreb, 2001;
- Venezia nell'utopia mitico-religiosa tra Cinque- e Seicento: nei dintorni di Jacopo Brocardo // Mito e antimito di Venezia nel bacino adriatico (secoli XV—XIX) (a cura di S. Graciotti). Roma, 2001;
- Lidzbark Krasickiego: od miejsca fizycznego do przestrzeni poetyckości // Ignacy Krasicki: nowe spojrzenia. Warszawa, 2001;
- Per non morire: Stanislao Augusto e l'Italia // Polonia 1795 / Venezia 1797: morte ed eredità di due repubbliche. Warszawa, 2002;
- Venezia città ideale e le città ideali del Comenio // Barocco in Italia, Barocco in Boemia: uomini, idee, forme d'arte a confronto. Roma, 2003;
- Un petrarchista dalmata quasi sconosciuto di fine Quattrocento: Paolo Paladini di Lesina // Atti e memorie della Società Dalmata di Storia Patria. Roma, 2004. Vol. 26, № 6 (співавт.);
- L'Est-Europa nella storia culturale dell'Europa // Ricerche di Storia Sociale e Religiosa. 2004. № 66;
- La religione abusata nella storia dell'Europa bipartita // Il «fattore religioso» nell'Europa centro-orientale. Dimensione storica e aspetti sociali. Istituto per gli Incontri Culturali Mitteleuropei. Gorizia, 2005;
- Il petrarchista dalmata Paolo Paladini e il suo canzoniere (1496) // Società Dalmata di Storia Patria. Roma, 2005;
- Jedan gotovo nepoznat dalmatinski petrarkist: Paolo Paladini // Petrarca i petrarkizam u hrvatskoj knjizevnosti. Split, 2006;
- Slavia Orientale e Slavia Occidentale. Contenziosi ideologici e cultura letteraria // Lo spazio letterario del Medioevo, 3. Le culture circostanti. Roma, 2006. Vol. 3;
- Le doppie traduzioni nel Messale croato-raguseo Nrofiti 55 della Biblioteca Apostolica Vaticana // Slovo. 2006—07. № 56—57;
- Divagazioni (ma non troppo divaganti) sul rapporto Polonia—Europa // Pl. it, rassegna italiana di argomenti polacchi. Roma, 2007. № 1;
- Una antica fraternità di pensieri e affetti // Rzeczy minionych pamięć. Studia dedykowane Profesorowi Tadeuszowi Ulewiczowi w 90. rocznicę urodzin. Kraków, 2007;
- Chiese ortodosse e Chiesa cattolica nel Balcano slavo sottomesso all'Islam ottomano // Europa Orientalis. 2007. № 26;
- L'umanesimo nell'Europa Orientale // Studi Francesi. Torino, 2007. Т. 153.